# Liste der Orte im Landkreis Esslingen
Die Liste der Orte im Landkreis Esslingen listet die geographisch getrennten Orte (Ortsteile, Stadtteile, Dörfer, Weiler, Höfe, (Einzel-)Häuser) im Landkreis Esslingen auf.

## Systematische Liste
Alphabet der Städte und Gemeinden mit den zugehörigen Orten.
| - Aichtal mit den Stadtteilen Aich, Grötzingen und Neuenhaus. - Zu Aich der Ort Aich. - Zu Grötzingen die Stadt Grötzingen und der Wohnplatz Bergwirtshaus. - Zu Neuenhaus der Ort Neuenhaus. - Aichwald mit den Gemeindeteilen Aichelberg, Aichschieß und Schanbach. - Zu Aichelberg das Dorf Aichelberg. - Zu Aichschieß das Dorf Aichschieß und der Weiler Krummhardt. - Zu Schanbach das Dorf Schanbach und der Ort Lobenrot. - Altbach mit dem Dorf Altbach. - Altdorf mit dem Dorf Altdorf. - Altenriet mit dem Dorf Altenriet. - Baltmannsweiler mit den Gemeindeteilen Baltmannsweiler und Hohengehren, jeweils nur aus dem gleichnamigen Hauptort bestehend. - Bempflingen mit den Gemeindeteilen Bempflingen und Kleinbettlingen, jeweils nur aus dem gleichnamigen Hauptort bestehend. - Beuren mit den Gemeindeteilen Beuren und Balzholz. - Zu Beuren das Dorf Beuren und der Wohnplatz Sonnenhof. - Zu Balzholz das Dorf Balzholz und der Wohnplatz Haldenhof. - Bissingen an der Teck mit den Gemeindeteilen Bissingen an der Teck und Ochsenwang. - Zu Bissingen an der Teck das Dorf Bissingen an der Teck. - Zu Ochsenwang das Dorf Ochsenwang und die Wohnplätze Randeck und Ziegelhütte. - Deizisau mit dem Dorf Deizisau. - Denkendorf mit dem Dorf Denkendorf, dem Gehöft Spieth-Hof und dem Wohnplatz Friedrichsmühle. - Dettingen unter Teck mit dem Dorf Dettingen unter Teck und dem Wohnplatz Lindengarten. - Erkenbrechtsweiler mit dem Dorf Erkenbrechtsweiler und dem Ort Burrenhof. - Esslingen mit den Stadtteilen Berkheim, Esslingen am Neckar und Zell am Neckar. - Zu Berkheim das Dorf Berkheim, die Höfe Grundhöfe und Lindenhof und der Wohnplatz Hammerschmiede. Zu Berkheim der Ort Berkheim. - Zu Esslingen am Neckar die Stadt Esslingen am Neckar, die Stadtteile Brühl, Hegensberg, Hohenacker, Hohenkreuz, Kennenburg, Kimmichsweiler, Krummenacker, Liebersbronn, Mettingen, Neckarhalde, Oberesslingen, Oberhof, Obertal, Pliensauvorstadt, Rüdern, St. Bernhardt, Serach, Sirnau, Sulzgries, Wäldenbronn, Wiflingshausen, Zollberg und die Domäne Weil. - Zu Zell am Neckar der Ort Zell am Neckar. - Filderstadt mit den Stadtteilen Bernhausen, Bonlanden, Harthausen, Plattenhardt und Sielmingen. - Zu Bernhausen das Dorf Bernhausen und der Wohnplatz Klinkermühle. - Zu Bonlanden auf den Fildern das Dorf Bonlanden und der Wohnplatz Gutenhalde. - Zu Harthausen das Dorf Harthausen. - Zu Plattenhardt das Dorf Plattenhardt und die Wohnplätze Obere Kleinmichelesmühle, Untere Kleinmichelesmühle und Ziegelhütte. - Zu Sielmingen das Dorf Sielmingen. - Frickenhausen mit den Gemeindeteilen Frickenhausen, Linsenhofen und Tischardt, jeweils bestehend aus dem gleichnamigen Hauptort. - Großbettlingen mit dem Dorf Großbettlingen. - Hochdorf mit dem Dorf Hochdorf und dem Wohnplatz Ziegelhof. - Holzmaden mit dem Dorf Holzmaden. - Kirchheim unter Teck mit den Stadtteilen Kirchheim unter Teck, Jesingen und Nabern. - Zu Kirchheim unter Teck die Stadt Kirchheim unter Teck, die Stadtteile Lindorf und Ötlingen und der Weiler Schafhof. - Zu Jesingen das Dorf Jesingen. - Zu Nabern der Ort Nabern. - Kohlberg mit dem Dorf Kohlberg. - Köngen mit dem Dorf Köngen, den Höfen Birkenhöfe, Buchenhöfe, Erlenhöfe, Kempflerhöfe, Lerchenhof, Riedhöfe, Rothöfe, Seehof, Talhof und Wangehöfe und dem Wohnplatz Altenberg. - Leinfelden-Echterdingen mit den Stadtteilen Echterdingen, Leinfelden, Musberg und Stetten auf den Fildern. - Zu Echterdingen der Ort Echterdingen. - Zu Leinfelden die Stadt Leinfelden, die Stadtteile Oberaichen und Unteraichen, die Höfe Schlechtsmühle und Schlösslesmühle und der Wohnplatz Seebruckenmühle. - Zu Musberg das Dorf Musberg und die Wohnplätze Eselsmühle, Mäulesmühle und Obere Mühle. - Zu Stetten auf den Fildern das Dorf Stetten auf den Fildern und die Wohnplätze Kochenmühle und Walzenmühle. | - Lenningen mit den Gemeindeteilen Gutenberg, Oberlenningen, Schlattstall, Schopfloch und Unterlenningen. - Zu Gutenberg das Dorf Gutenberg und der Weiler Krebsstein. - Zu Oberlenningen das Dorf Oberlenningen und der Gemeindeteil Hochwang. - Zu Schlattstall das Dorf Schlattstall. - Zu Schopfloch das Dorf Schopfloch und die Wohnplätze Harpprechthaus und Torfgrube. - Zu Unterlenningen das Dorf Unterlenningen, der Ort Brucken, die Burg Diepoldsburg und das Gehöft Engelhof. - Lichtenwald mit den Gemeindeteilen Hegenlohe und Thomashardt. - Zu Hegenlohe das Dorf Hegenlohe und die Wohnplätze Bannmühle und Ölmühle. - Zu Thomashardt das Dorf Thomashardt. - Neckartailfingen mit dem Dorf Neckartailfingen. - Neckartenzlingen mit dem Dorf Neckartenzlingen und dem Ort Hammetweil. - Neidlingen mit dem Dorf Neidlingen. - Neuffen mit den Stadtteilen Kappishäusern und Neuffen. - Zu Kappishäusern das Dorf Kappishäusern. - Zu Neuffen die Stadt Neuffen, die Höfe Jushof, Wendenhof, und Pfingstbuckel und die Wohnplätze Hart und Im Hardt. - Neuhausen auf den Fildern mit dem Dorf Neuhausen auf den Fildern. - Notzingen mit dem Dorf Notzingen und dem Gemeindeteil Wellingen. - Nürtingen mit den Stadtteilen Hardt, Neckarhausen, Nürtingen, Raidwangen, Reudern, Roßdorf und Zizishausen. - Zu Hardt der Ort Hardt. - Zu Neckarhausen der Ort Neckarhausen. - Zu Nürtingen die Stadt Nürtingen und der Ort Oberensingen. - Zu Raidwangen der Ort Raidwangen und der Wohnplatz Bahnhof Neckartailfingen. - Zu Reudern der Ort Reudern. - Zu Roßdorf der Ort Roßdorf - Zu Zizishausen der Ort Zizishausen. - Oberboihingen mit dem Dorf Oberboihingen und dem Gehöft Hofgut Tachenhausen. - Ohmden mit dem Dorf Ohmden und den Höfen Lindenhof und Talhof. - Ostfildern mit den Stadtteilen Kemnat, Nellingen, Ruit, Parksiedlung (Stadtteil seit 2006), Scharnhausen und Scharnhauser Park (neuer Stadtteil). - Zu Kemnat das Dorf Kemnat, der Weiler Stockhausen und die Wohnplätze Kemnater Hof und Neumühle. - Zu Nellingen das Dorf Nellingen auf den Fildern und die Wohnplätze Kreuzbrunnen, Schafhaus, Wörnitzer Mühle und Zinsholz. - Zu Parksiedlung die Siedlung Parksiedlung. - Zu Scharnhausen das Dorf Scharnhausen auf den Fildern und die Domäne Scharnhäuser Schlössle. - Zu Scharnhauser Park die Siedlung Scharnhauser Park. - Owen mit der Stadt Owen und der Burg Teck. - Plochingen mit der Stadt Plochingen und dem Ort Stumpenhof. - Reichenbach an der Fils mit dem Dorf Reichenbach an der Fils. - Schlaitdorf mit dem Dorf Schlaitdorf. - Unterensingen mit dem Dorf Unterensingen und dem Gehöft Lindenhof. - Weilheim an der Teck mit den Stadtteilen Hepsisau und Weilheim an der Teck. - Zu Hepsisau das Dorf Hepsisau und die Orte Landheim Lichteneck und Michaelshof. - Zu Weilheim an der Teck die Stadt Weilheim, die Weiler Häringen, Herzogenau und Pfundhardt und der Wohnplatz Reutenberg. - Wendlingen am Neckar mit der Stadt Wendlingen, dem Ort Unterboihingen und dem Weiler Bodelshofen. - Wernau (Neckar) mit den Stadtteilen Pfauhausen und Steinbach. - Zu Pfauhausen das Dorf Pfauhausen. - Zu Steinbach das Dorf Steinbach und der Weiler Freitagshof. - Wolfschlugen mit dem Dorf Wolfschlugen. |

## Alphabetische Liste
In Fettschrift erscheinen die Orte, die namengebend für die Gemeinde sind, in Kursivschrift Einzelhäuser, Häusergruppen, Burgen, Schlösser und Höfe. Zusätzliche bestehende kleine Orte nach der Quelle www.leo-bw.de werden dort in aller Regel nicht wie in der Listengrundlage nach Weiler/Siedlung/Wohnplatz usw. differenziert, sondern einheitlich als Wohnplatz klassifiziert, dieser Ortsteiltyp wird hier entsprechend kursiviert übernommen.
| - Aich zu Aichtal - Aichelberg zu Aichwald - Aichschieß zu Aichwald - Altbach - Altdorf - Altenberg zu Köngen - Altenriet - Baltmannsweiler - Balzholz zu Beuren - Bannmühle zu Lichtenwald - Bempflingen - Bergwirtshaus zu Aichtal - Berkheim zu Esslingen am Neckar - Bernhausen zu Filderstadt - Beuren - Birkenhöfe zu Köngen - Bissingen an der Teck - Bodelshofen zu Wendlingen am Neckar - Bonlanden zu Filderstadt - Brucken zu Lenningen - Brühl zu Esslingen am Neckar - Buchenhöfe zu Köngen - Burrenhof zu Erkenbrechtsweiler - Deizisau - Denkendorf - Dettingen unter Teck - Diepoldsburg zu Lenningen - Echterdingen zu Leinfelden-Echterdingen - Engelhof zu Lenningen - Erkenbrechtsweiler - Erlenhöfe zu Köngen - Eselsmühle zu Leinfelden-Echterdingen - Esslingen am Neckar - Freitagshof zu Wernau (Neckar) - Friedrichsmühle zu Denkendorf - Frickenhausen - Großbettlingen - Grötzingen zu Aichtal - Grundhöfe zu Esslingen am Neckar - Gutenberg zu Lenningen - Gutenhalde zu Filderstadt - Haldenhof zu Beuren - Hammerschmiede zu Esslingen am Neckar - Hammetweil zu Neckartenzlingen - Hardt zu Nürtingen - Häringen zu Weilheim an der Teck - Harpprechthaus zu Lenningen - Hart zu Neuffen - Harthausen zu Filderstadt - Hegenlohe zu Lichtenwald - Hegensberg zu Esslingen am Neckar - Hepsisau zu Weilheim an der Teck - Herzogenau zu Weilheim an der Teck - Hochdorf - Hochwang zu Lenningen - Hohenacker zu Esslingen am Neckar - Hohengehren zu Baltmannsweiler - Hohenkreuz zu Esslingen am Neckar - Holzmaden - Im Hardt zu Neuffen - Jesingen zu Kirchheim unter Teck - Jushof zu Neuffen - Kappishäusern zu Neuffen - Kemnat zu Ostfildern - Kemnater Hof zu Ostfildern - Kempflerhöfe zu Köngen - Kennenburg zu Esslingen am Neckar - Kimmichsweiler zu Esslingen am Neckar - Kirchheim unter Teck - Kleinbettlingen zu Bempflingen - Klinkermühle zu Filderstadt - Kochenmühle zu Leinfelden-Echterdingen - Kohlberg - Köngen - Krebsstein zu Lenningen - Kreuzbrunnen zu Ostfildern - Krummenacker zu Esslingen am Neckar - Krummhardt zu Aichwald - Landheim Lichteneck zu Weilheim an der Teck - Leinfelden zu Leinfelden-Echterdingen - Lerchenhof zu Köngen - Lichtenwald - Liebersbronn zu Esslingen am Neckar - Lindengarten zu Dettingen unter Teck - Lindenhof zu Esslingen am Neckar - Lindenhof zu Ohmden - Lindenhof zu Unterensingen - Lindorf zu Kirchheim unter Teck - Linsenhofen zu Frickenhausen - Lobenrot zu Aichwald - Mäulesmühle zu Leinfelden-Echterdingen - Mettingen zu Esslingen am Neckar - Michaelshof zu Weilheim an der Teck - Musberg zu Leinfelden-Echterdingen | - Nabern zu Kirchheim unter Teck - Neckarhalde zu Esslingen am Neckar - Neckarhausen zu Nürtingen - Neckartailfingen - Bahnhof Neckartailfingen zu Nürtingen - Neckartenzlingen - Neidlingen - Nellingen zu Ostfildern - Neuenhaus zu Aichtal - Neuffen - Neuhausen auf den Fildern - Neumühle zu Ostfildern - Notzingen - Nürtingen - Oberaichen zu Leinfelden-Echterdingen - Oberboihingen - Obere Kleinmichelesmühle zu Filderstadt - Obere Mühle zu Leinfelden-Echterdingen - Oberensingen zu Nürtingen - Oberesslingen zu Esslingen am Neckar - Oberlenningen zu Lenningen - Oberhof zu Esslingen am Neckar - Obertal zu Esslingen am Neckar - Ochsenwang zu Bissingen an der Teck - Ohmden - Ölmühle zu Lichtenwald - Ötlingen zu Kirchheim unter Teck - Owen - Parksiedlung zu Ostfildern - Pfauhausen zu Wernau (Neckar) - Pfingstbuckel zu Neuffen - Pfundhardt zu Weilheim an der Teck - Plattenhardt zu Filderstadt - Pliensauvorstadt zu Esslingen am Neckar - Plochingen - Raidwangen zu Nürtingen - Randeck zu Bissingen an der Teck - Reichenbach an der Fils - Reudern zu Nürtingen - Reutenberg zu Weilheim an der Teck - Riedhöfe zu Köngen - Rothöfe zu Köngen - Rüdern zu Esslingen am Neckar - Ruit zu Ostfildern - Schafhaus zu Ostfildern - Schafhof zu Kirchheim unter Teck - Scharnhausen zu Ostfildern - Scharnhäuser Schlössle zu Ostfildern - Schanbach zu Aichwald - Schlaitdorf - Schlattstall zu Lenningen - Schlechtsmühle zu Leinfelden-Echterdingen - Schlösslesmühle zu Leinfelden-Echterdingen - Schopfloch zu Lenningen - Seebrückenmühle zu Leinfelden-Echterdingen - Seehof zu Köngen - Serach zu Esslingen am Neckar - Sielmingen zu Filderstadt - Sirnau zu Esslingen am Neckar - Sonnenhof zu Beuren - Spieth-Hof zu Denkendorf - St. Bernhardt zu Esslingen am Neckar - Steinbach zu Wernau (Neckar) - Stetten auf den Fildern zu Leinfelden-Echterdingen - Stockhausen zu Ostfildern - Stumpenhof zu Plochingen - Sulzgries zu Esslingen am Neckar - Tachenhausen zu Oberboihingen - Talhof zu Köngen - Talhof zu Ohmden - Teck zu Owen - Thomashardt zu Lichtenwald - Tischardt zu Frickenhausen - Torfgrube zu Lenningen - Unteraichen zu Leinfelden-Echterdingen - Unterboihingen zu Wendlingen am Neckar - Untere Kleinmichelesmühle zu Filderstadt - Unterensingen - Unterlenningen zu Lenningen - Wäldenbronn zu Esslingen am Neckar - Wangehöfe zu Köngen - Walzenmühle zu Leinfelden-Echterdingen - Weil zu Esslingen am Neckar - Weilheim an der Teck - Wellingen zu Notzingen - Wendenhof zu Neuffen - Wendlingen zu Wendlingen am Neckar - Wiflingshausen zu Esslingen am Neckar - Wernau (Neckar) - Wolfschlugen - Wörnitzer Mühle zu Ostfildern - Zell am Neckar zu Esslingen am Neckar - Ziegelhof zu Hochdorf - Ziegelhütte zu Bissingen an der Teck - Ziegelhütte zu Filderstadt - Zinsholz zu Ostfildern - Zizishausen zu Nürtingen - Zollberg zu Esslingen am Neckar |